# Schriever, Louisiana
Schriever, Louisiana (енгл. Schriever) насељено је место без административног статуса у америчкој савезној држави Луизијана.

## Демографија
По попису из 2010. године број становника је 6.853, што је 973 (16,5%) становника више него 2000. године.
| Група             | 2000.         | 2010.         |
| Белци             | 4.257 (72,4%) | 4.623 (67,5%) |
| Афроамериканци    | 1.419 (24,1%) | 1.776 (25,9%) |
| Азијати           | 30 (0,5%)     | 34 (0,5%)     |
| Хиспаноамериканци | 79 (1,3%)     | 226 (3,3%)    |
| Укупно            | 5.880         | 6.853         |